# زندگی‌ام جریان دارد
"زندگی‌ام جریان دارد" (به انگلیسی: My Life Is Going On) آهنگی با اجرای سسیلیا کرول ‌است. این ترانه، آهنگ تم مجموعه تلویزیونی اسپانیایی نتفلیکس خانه کاغذی (معروف به اسپانیایی به نام La Casa de Papel) است که در آلبوم خانه کاغذی – موسیقی متن گنجانده شده‌است.

## زمینه
از ماه مه ۲۰۲۰، نماهنگ این آهنگ بیش از ۷۷ میلیون بازدید در یوتیوب دارد. این ترانه به عنوان آهنگ تم سریال خانه کاغذی معروف است که به یکی از بزرگترین موفقیت‌های نتفلیکس در سال ۲۰۱۸ تبدیل شد.

## ریمیکس‌ها
آهنگ تم یکی از موفق‌ترین سریال‌های تلویزیونی نتفلیکس و به عنوان مثال با ریمیکس‌های ترکی بوراک یتر این آهنگ از نمودارهای بین‌المللی صعود کرده‌است.

### نسخه بوراک یتر
نسخه ریمیکس دی‌جی ترک احتمالاً مشهورترین بین‌المللی است. از ۲۹ آوریل ۲۰۲۰، این ویدیو بیش از ۴۱ میلیون بازدید در یوتیوب دارد.

### نسخه گاوین ماس
این آهنگ با نسخه ریمیکس خود از گاوین ماس در بازار فرانسه منتشر شد.

## ویدیوهای رسمی

### نسخه اصلی سسیلیا کرول
این ویدئو در ۱۴ نوامبر ۲۰۱۷ توزیع شده‌است، از کلیپ‌های اولین فصل از مجموعه تلویزیونی خانه کاغذی ساخته شده‌است.

### ریمیکس گاوین ماس
این ویدئو در تاریخ ۱۱ مه ۲۰۱۸ توزیع شده‌است و به صورت منحصر به فرد از تصویری از یک پیراهن قرمز با اسامی نوازندگان (گاوین ماس و سسیلیا کرول) و عنوان آهنگ بازنویسی ساخته شده‌است.

### ریمیکس بوراک یتر
این ویدئو در ۲۱ ژوئن ۲۰۱۸ توزیع شد. این ویدئو متناوب تصاویر مجموعه دی‌جی از جوکی دیسک ترکی، بوراک یتر، با تصاویری از فرود آمدن ماه آپولو ۱۱ است. این ویژگی توسط سسیلیا کرول توسط متن قسمت آواز قرار گرفته برجسته شده‌است.